# Snöbägarlav
Snöbägarlav (Cladonia ecmocyna) är en lavart som beskrevs av William Allport Leighton. 
Snöbägarlav ingår i släktet Cladonia och familjen Cladoniaceae.  Arten är reproducerande i Sverige. Inga underarter finns listade i Catalogue of Life.